# Константин Умбертопул
Константин Умберто (на средногръцки: Κωνσταντινος Ούμπερτός), известен като Константин Умбертопул (на средногръцки: Κωνσταντινος Ούμπερτόπουλος), е византийски военачалник от нормански произход – един от най-близките съратници на император Алексий I Комнин в първото десетилетие от неговото управление, който командва отряди с нормански наемници по време на няколко военни кампании в българските земи през 80-те и 90-те години на XI век. През 1093 г./1094 г. изпада за кратко в немилост, след като е обвинен като организатор на заговор срещу императора, но скоро след това е опростен и възстановен на служба.

## Произход и военна кариера
В „Алексиадата“ на Анна Комнина Константин се споменава с патронима Умбертопул, но в регистрите на Влахернския синод, както и върху открити негови печати, фигурира с патронима Умберто. Според широко разпространено мнение Константин Умбертопул е племенник на Робер Гискар, син на брат му Умбер дьо Отвил, за което се съди по съобщението на Анна Комнина, че името си Умбертопул Константин получил от баща си. Освен това са известни и няколко печата, датирани от втортата четвърт на XI век, принадлежали на Умперт, патрикий, вест и дометсик на корпуса на нумератите, за когото се допуска, че е възможно да е бил бащата на Константин Умбертопул. Някои изследователи обаче поставят под съмнение отъждествяването на Умбер дьо Отвил с патрикия Умперт, изтъквайки, че смъртта на Умбер дьо Отвил е регистрирана в Кратката норманска хроника (Chronicon Breve Northmannicum) към 1071 г., без да се казва и дума той някога да е стъпвал във Византия или да е бил на служба във византийския двор, за разлика от патрикия Умперт, чиито печати недвусмислено посочват службата на последния към василевса. Все пак се допуска, че Константин Умбертопул вероятно е израснал във Византия и е бил възпитан в православната вяра, за което се съди и по християнското му име. Във всеки случай е сигурно, че в навечерието на преврата на Комнините Умбертопул е бил на зряла възраст и вече е заемал командирска длъжности във войската при управлението на Никифор III Вотаниат или Михаил VII Дука – в своята Алексиада Анна Комнина разказва, че на 14 февруари 1081 г. Алексий Комнин посетил Умбертопул, от когото търсел подкрепа в оглавения от Комнините бунт срещу Никифор Вотаниат, а след като Умбертопул изслушал плановете и доводите на Алексий, той приел с готовност да му бъде съратник.
Малко по-късно, по време на битката срещу норманите при Дирахиум от 10 октомври 1081 г. Константин Умбертопул командва заедно с Панокумит подразделенията на ромейската войска, сформирани от франкски наемници.
През 1086 г. Константин Умбертопул е назначен за наметсник в Кизик, но след смъртта на Григорий Бакуриани във войната с печенегите в Тракия, Умбертопул получил заповед от императора да остави силен гарнизон в Кизик и да се яви с отряда на „келтите“ (франките) в подкрепа на Татикий в Адрианопол, където трябвало да се включи в потушаването на въстаноето на Травъл и борбата с нахлуващите отвъд Хемус печенеги. След няколко частични успеха срещу печенегите, отрядът на Умбертопул презимувал в Адрианопол. По време на голямата битка срещу печенегите при Левунион на 29 април 1091 г. Константин Умбертопул командва корпуса на келтите, които били разположени в лявото крило на византийската войска, непосредствено до куманите.
През 1093/1094 г. Умбертопул заедно с арменеца Ариева е обвинен в организирането на заговор срещу императора, към който били привлечени и много други лица. Императорът обаче решил да не налага традиционните за този случай наказания, поради което Умбертопул и Ариева били осъдени единствено на заточение и конфискуване на имуществото. Йоан Зонара обаче съобщава, че двамата били осъдени и на позорна обиколка из улиците на Константинопол.
Наказанието на Умбертопул обаче не продължава дълго – скоро той е отзован обратно, вериятно опростен от императора заради миналите си заслуги към него, тъй като през 1094 г. името му е споменато в списъка с членовете на сената, взели участие във Влахернския синод, който осъжда митрополит Лъв Халкедонски. През 1095 г. Умбертопул е сред командирите, поставени начело на войските, изпратени срещу куманите. Тогава частите на Умбертопул, Диаватин и Георги Евфорвин са изпратени да отбраняват теснините в Зигос.
В „Алексиадата“, където се съдържат повечето сведения за Константин Умбертопул, липсва достатъчно информация за титлите и длъжностите, с които той е бил удостоен като близък човек на император Алексий I Комнин. В регистрите на Влахернския синод името на Умбертопул е споменато веднага след присъстващите роднини на императора, като тук Умбертопул е посочен с титлата севаст. По-подробни данни за неговия cursus honorum се съдържат в сфрагистичните находки с неговото име. От тях се прави заключението, че преди възцаряването на Алексий I Комнин през 1081 г. Умбертопул вече е носел титлата протопроедър, с която е посочен върху печат, съхраняващ се в колекцията на Атинския нумизматичен музей. След 1081 г. е бил почетен с титлите протокуропалат и дук, за което се съди по два моливдовула в колекцията на Дъмбартън Оукс. Около средата на 80-те години Константин вече е новилисим и дук – с тези титли е изписано името му върху моливдовул от колекцията на Регионалния исторически музей в Перник, като самият екземпляр е открит при археологически разкопки в средновековната крепост на града. От началото на 90-те години на XI век е датиран печат на Константин Умберто от колекцията на Археологическия музей във Велики Преслав, върху който Константин е посочен с титлите протоновилисим и дук. Около 1094 г., когато участва във Влахернския синод, Константин Умбертопул вече е севаст, а след 1094 г. се титулува като севаст и дук, както свидетелстват четири други печата: един в колекциите на РИМ-Перник, три – в Дъмбартан Оукс, и един печат от колекцията на Константинос Закос.